# Rudolf Klaffenböck
Rudolf Klaffenböck (* 1952 in Passau) ist ein Fotograf, Kabarettist, Maler, Autor und Dokumentarfilmer.

## Werdegang
Klaffenböck studierte Grafikdesign an der Hochschule für angewandte Wissenschaften München. Seit Beginn der 1980er Jahre stand er 20 Jahre mit seinen Programmen Passauer Pfarrfamilienabend, Bayern-Express und GRENZgehen auf österreichischen und deutschen Kabarettbühnen.
Parallel dazu drehte Klaffenböck Dokumentarfilme in eigener Produktion und im Auftrag der ARD. Für den Kurzfilm Oberammergau trat er 1984 bei den Oberammergauer Passionsspielen als Jesus verkleidet auf und wurde wegen falscher Namensangabe verhaftet.
Mitte der 1990er Jahre wanderte Rudolf Klaffenböck in drei Monatsetappen entlang der österreichischen Staatsgrenze und berührte dabei zum Teil vergessene Landstriche der ehemals kommunistischen Nachbarländer Tschechien, Slowakei, Ungarn und Slowenien. Er dokumentierte den Umbruch nach dem Fall des Eisernen Vorhangs diesseits und jenseits der Grenze. Daraus resultierten das Buch und das Bühnenprogramm GRENZgehen sowie die gleichnamige Wanderausstellung mit Fotos und gesammelten Objekten.
Von 2002 bis 2004 dokumentierte Klaffenböck die letzten Jahre der Nibelungenhalle bis zu deren Abriss. Die Bilder von unterschiedlichsten Veranstaltungen wie Politischem Aschermittwoch oder Christkindlmarkt wurden von Dezember 2005 bis März 2006 im Museum Moderner Kunst ausgestellt.
2007 wurde Klaffenböck mit dem „Kulturpreis der Dr. Franz und Astrid Ritter-Stiftung für Bildende Kunst“ ausgezeichnet. Der Preis ist mit 15.000 € einer der höchstdotierten Kunstpreise der Bundesrepublik. 2016 erhielt er in Hamburg den deutschen Medienpreis LeadAward in Gold.
2017 bis 2024 begleitete er als Fotograf den österreichischen Kabarettisten, Schauspieler und Regisseur Josef Hader bei Bühnenauftritten, privat und bei Dreharbeiten. Ende 2024 publizierte er den Bildband HADER unterwegs, der bei der gleichnamigen Fotoausstellung im Februar 2025 im Museum Moderner Kunst-Wörlen Passau vorgestellt wurde.

## Ausstellungen (Auswahl)
- 1995: GRENZgehen. Galerie am Steinweg, Passau
- 1999–2000: GRENZgehen. Shedhalle St. Pölten; Museum Moderner Kunst Wörlen, Passau; Haus der Fotografie Burghausen; Ethnografisches Museum Schloss Kittsee, Burgenland
- 2002: stage and backstage. Museum Moderner Kunst Wörlen, Passau[4]
- 2005: Nibelungenhalle. Museum Moderner Kunst Wörlen, Passau[4]
- 2007: Weytterturm. Straubing
- 2011: Papstbesuch. Museum Moderner Kunst Wörlen, Passau[4]
- 2014: POZOR! Kalte Grenze (Beteiligung). Kunstsammlung des Landes OÖ, Linz
- 2015: Menschen in Europa. Museum Moderner Kunst Wörlen, Passau[4]
- 2015: Hintersinnig. Kubinhaus, Zwickledt, OÖ
- 2016: Grenzgehen. Galerie am Stein, Schärding, OÖ
- 2016: Papstbesuch. Wallfahrtsmuseum, Altötting
- 2016: Visual Leader. Deichtorhallen Hamburg (Beteiligung)
- 2017: 700 Jahre Schärding. Schlossgalerie Schärding
- 2019: Bilder. Objekte. Kunstverein Passau
- 2024: Bilder. Objekte. Kunstverein Passau
- 2025: HADER unterwegs. Museum Moderner Kunst Wörlen, Passau[4]

## Publikationen
- GRENZgehen. Stutz, Passau, 1997, ISBN 3-88849-019-7.
- Stage and backstage. Festspiele Europäische Wochen, Passau 2002, ISBN 3-9805575-3-7.
- Nibelungenhalle, Räume der Erinnerung. Stutz, Passau 2005, ISBN 3-88849-998-4.
- Menschen in Europa, Fotografien. Verlagsgruppe Passau, Passau 2015, ISBN 978-3-940782-20-5.
- Grenzgehen. Galerie am Stein, Schärding 2016.
- Papstbesuch. KünstlerSeelsorge der Diözese Passau, Passau 2016, ISBN 978-3-9814416-6-6.
- HADER unterwegs, Fotografien. pedagrafie, Passau 2024, ISBN 978-3-945161-19-7.

## Kabarettprogramme
- 1980: Passauer Abende (mit Bruno Jonas, Sigi Zimmerschied und Elmar Raida)
- 1981: Passauer Pfarrfamilienabend
- 1984: Bayern-Express
- 1998: GRENZgehen

## Filmografie

### Regie und Produktion
- 1980: Ascherdienstag (Kurzfilm)[5]
- 1980: Bleibe bei uns Herr, denn es will Abend werden (Kurzfilm)[6]
- 1984: Oberammergau (Kurzfilm)[7]
- 1985: Stahlhelme (Kurzfilm)[8]

### Regie
- 1990: Bonnopoly (Bundespresseball), ARD
- 1993: Hurra, es lebe der Krieg, ARD (Co-Regie: Henning Stegmüller)
- 2001: Die Donau – Durch Österreich, Bayerischer Rundfunk[9]

### Darsteller
- 1982: Krampus (Regie: Werner Penzel)
- 1983: Grenzenlos (Regie: Josef Rödl)[10]
- 1984: Oberammergau (Regie: Rudolf Klaffenböck)[7]
- 1985: Montag. Eine Parodie (Regie: Florian Prey)[11]
- 1987: Triumph der Gerechten (Regie: Josef Bierbichler)[11]
- 1990: Das schreckliche Mädchen (Regie: Michael Verhoeven)[11]
- 1990: Bavaria Blue (Regie: Jörg Bundschuh)[12]
- 1991: Erfolg (Regie: Franz Seitz)[11]
- 1992: Wir Enkelkinder (Regie: Bruno Jonas)[11]
- 1993: Tatort: Alles Palermo (Regie: Josef Rödl)[11]
- 1996: Anwalt Abel: Ihre Zeugin, Herr Abel! (Regie: Josef Rödl)[11]
- 1997: Forsthaus Falkenau: Advent, Advent (Regie: Klaus Grabowsky)[11]
- 2018: Zwei Herren im Anzug (Regie: Josef Bierbichler)[13]

### Filmfestival Teilnahmen
- 1980: 29. Internationale Filmwoche Mannheim[14]
- 1984: 18. Internationale Hofer Filmtage[15]
- 1985: 19. Internationale Hofer Filmtage[16]

## Auszeichnungen
- 1983: Kurzfilmpreis des Hauptverbands Deutscher Filmtheater
- 2002: Markgräfler Gutedelpreis[17]
- 2006: Kulturpreis Bayern des Bayernwerks und des Bayerischen Staatsministeriums für Wissenschaft, Forschung und Kunst
- 2007: Kulturpreis der Dr. Franz und Astrid Ritter-Stiftung für Bildende Kunst[18]
- 2010: Preis der Stadt Pisek, CZ
- 2016: Gold bei den LeadAwards in der Kategorie „Architektur- und Still-Life-Fotografie des Jahres“[19]
- 2023: Sankt-Anna-Preis, Julbach, ÖO[20]